# 今山遗迹
今山遗迹是位于日本福冈县福岡市西區的一处彌生時代生产石斧的遗址，出土大量石斧的半成品、残次品。该遗址生产的石斧在九州北部各地都有发现。中山平次郎于1923年发现该遗址，1993年11月12日指定为日本国史迹。

## 脚注
1. ↑  .   [2023-04-26]. （原始内容存档于2023-04-26）.